# Manuel Casado Velarde
Manuel Casado Velarde (Don Benito, 4 de diciembre de 1948) es un lingüista español. 

## Biografía
Es catedrático emérito de Lengua Española en la Universidad de Navarra. Ha sido investigador principal del proyecto 'Discurso público' del Instituto Cultura y Sociedad (Universidad de Navarra) (2010-2020). Licenciado y doctor en Filología Moderna por la Universidad de Sevilla. Ha sido profesor en las universidades de Sevilla, Universidad Autónoma de Barcelona y Universidad de La Coruña. Es académico correspondiente (desde 2004) de la Real Academia Española.
Sus actuales líneas de investigación se centran en el análisis del discurso, la lingüística del texto, la semántica léxica del español, la expresión de las emociones en español, así como en el influjo del metalenguaje de discurso en las creaciones léxicas de la lengua española (deautonimia: delocutivos, decitativos). Entre 2010 y 2020 estuvo al frente, como Investigador Principal, del grupo de investigación GRADUN (Grupo Análisis del Discurso Universidad de Navarra), uno de los proyectos de investigación del Instituto Cultura y Sociedad. 
Miembro de los Consejos Editoriales o Científicos de, entre otras, las revistas científicas Rilce, Oralia, Hesperia, Anuario de Estudios Filológicos, Church, Communication and Culture, Textos en Proceso TEP, Boletín de la Real Academia Española, y Energeia.
Socio Fundador de la Sociedad Española de Lingüística (1970).
Ha sido Decano de la Facultad de Comunicación (1984-1990) y Vicerrector de Profesorado (1997-2007) de la Universidad de Navarra.
En 2005 fue nombrado Hijo predilecto de la ciudad de Don Benito. En esta localidad pacense, su ciudad natal, ha recopilado más de ochocientas palabras de uso coloquial, muchas de las cuales se siguen utilizando hoy en día.

## Obras
Es autor de, entre otros, los siguientes libros: 
- Lengua e ideología, Eunsa, Pamplona, 1978;[6]
- El castellano actual: usos y normas, Eunsa, Pamplona, 1988; undécima edición actualizada, 2017;
- Tendencias en el léxico español actual, Coloquio, Madrid, 1985;
- Lenguaje y cultura: la etnolingüística, Síntesis, Madrid, 1988;
- Introducción a la gramática del texto del español,Arco/Libros, Madrid, cuarta edición, 2000;
- El léxico diferencial de Don Benito. Vocabulario común. Prólogo de Alonso Zamora Vicente, Ayuntamiento de Don Benito, 2002; segunda edición muy ampliada, 2006.[7]
- Cantaré tus alabanzas. Selección de poesías para orar, Rialp, Madrid, 2006, 224 págs.
- Lenguaje, valores y manipulación, Pamplona, Eunsa, 2010, ISBN 978-84-313-2681-4.
- La innovación léxica en el español actual, Madrid, Ed. Síntesis, 2015; 2ª ed. actualizada 2017;[5] 3.ª edición actualizada y ampliada, 2023, 224 págs.
- Cuando rezar resulta emocionante. Poesías para orar, Ed. Cristiandad, Madrid, 2017, ISBN 978-84-7057-633-1
- Curso de semántica léxica del español, Pamplona, EUNSA, 2021, ISBN 978-84-313-3572-4, 261 págs.; 2ª ed. corregida y aumentada, 2022, 347 págs. ISBN 978-84-313-3761-2;[8] reseña de David Prieto García-Seco  https://rua.ua.es/dspace/handle/10045/130391
- Más poesía y menos Prozac, Breves Rialp, 106 págs., Madrid 2022, ISBN 978-84-321-6180-3 (https://www.rialp.com/libro/mas-poesia-y-menos-prozac_139108/) [9][10]

Es (co)editor y coautor de los volúmenes: 
- Scripta Philologica in memoriam Manuel Taboada Cid,Universidad de La Coruña, 1996;
- Lengua, literatura y valores, Newbook Ediciones, Pamplona, 1998
- Lengua y discurso, Estudios en honor del Profesor V. Lamíquiz, Arco/Libros, Madrid, 2000;
- Lingüística del texto y gramática del texto, Rilce, Servicio de Publicaciones de la Universidad de Navarra, Pamplona, 2000;
- Pulchre, bene, recte. Estudios en homenaje al Prof. Fernando González Ollé, Eunsa, Pamplona, 2002;
- Análisis del discurso: lengua, cultura, valores,, Madrid, Arco/Libros, 2006, 2 vols.;
- Estudios sobre lo metalingüístico (en español), Frankfurt am Main, Peter Lang GmbH, Europaeischer Verlag der Weissenschaften, 2005, 292 págs.;
- Discurso lengua y metalenguaje. Balance y perspectivas, Hamburg, Buske. Anejo de Romanistik in Geschichte und Gegenwart, 15, 2006.
- Actas del XXXVII Simposio Internacional de la Sociedad Española de Lingüística, Pamplona, Universidad de Navarra, 2008.
- Language use in the public sphere. Methodological perspectives and empirical applications, Berna, Peter Lang, col. Linguistic Insights, 2014. ISBN 978-3-0343-1286-8 (con I. Olza Moreno y Ó. Loureda Lamas).
- Gordejuela Senosiáin, A., Izquierdo Alegría, D., Jiménez Berrio, F., De Lucas Vicente, A. y M. Casado-Velarde (eds.) (2015): Lenguas, lenguaje y lingüística. Contribuciones desde la Lingüística General. Pamplona: Servicio de Publicaciones de la Universidad de Navarra. ISBN 978-84-8081-478-2.
- Ruth Breeze y Manuel Casado, “Expressing emotions without emotional lexis. A crosslinguistic approach to the phraseology of the emotions in Spanish and English”, in J. Lachlan Mackenzie and Laura Alba-Juez, Emotion in Discourse. Pragmatics & Beyond, New Series (P&BNS), Ámsterdam, John Benjamins,  pp. 113-138.
- Salvador Pons y Antonio Briz, Biografías lingüísticas del español. Once historias del español reciente, Valencia, Tirant Humanidades, 2025, pp. 57-77. https://www.torrossa.com/en/publishers/tirant-lo-blanch.html?rows=20&sort=pub_date_sort+desc&page=0

Tiene publicados más de dos centenares de artículos o capítulos de libros sobre temas de su especialidad.

### Libro homenaje
- González Ruiz, Ramón - Olza, Inés - Loureda Lamas, Óscar (eds.), Lengua, cultura, discurso: estudios ofrecidos al profesor Manuel Casado Velarde, Pamplona, Eunsa, 2019,  1319 pp., ISBN 9788431334314.